# Resolutie 1664 Veiligheidsraad Verenigde Naties
Resolutie 1664 van de Veiligheidsraad van de Verenigde Naties werd unaniem aangenomen op 24 maart 2006 en vroeg secretaris-generaal Kofi Annan met Libanon te onderhandelen over een op te richten internationaal tribunaal voor de daders van de aanslag op ex-premier Rafik Hariri. Dit tribunaal kwam er het jaar nadien.

## Achtergrond
Op 14 februari 2005 kwam de oud-premier van Libanon samen met 22 anderen om het leven bij een bomaanslag in Beiroet. In de volgende maanden volgden nog vele andere terreuraanslagen. Libanon kreeg internationale hulp bij het onderzoek naar de aanslag, waarbij hoge Libanese en Syrische ambtenaren betrokken zouden zijn, en vroeg om de oprichting van een internationaal tribunaal.

## Inhoud
Op 13 december 2005 had de eerste minister van Libanon per brief gevraagd dat een internationaal tribunaal zou worden opgericht om de verantwoordelijken van de terreuraanslag waarbij oud-premier Rafik Hariri was omgekomen te berechten.
Het Secretariaat en Libanon waren tot overeenstemming gekomen over de belangrijkste kwesties in verband met dergelijk tribunaal.
Secretaris-generaal Kofi Annan werd gevraagd een akkoord te onderhandelen met Libanon over de oprichting van een internationaal tribunaal.
Ten slotte werd hem gevraagd de Raad over die onderhandelingen op de hoogte te houden en tijdig te rapporteren over een ontwerpakkoord met mogelijkheden voor de financiering.

## Verwante resoluties
- Resolutie 1757 Veiligheidsraad Verenigde Naties (2007)

Lijst ·  1652 ·  1653 ·  1654 ·  1655 ·  1656 ·  1657 ·  1658 ·  1659 ·  1660 ·  1661 ·  1662 ·  1663 ·  1664 ·  1665 ·  1666 ·  1667 ·  1668 ·  1669 ·  1670 ·  1671 ·  1672 ·  1673 ·  1674 ·  1675 ·  1676 ·  1677 ·  1678 ·  1679 ·  1680 ·  1681 ·  1682 ·  1683 ·  1684 ·  1685 ·  1686 ·  1687 ·  1688 ·  1689 ·  1690 ·  1691 ·  1692 ·  1693 ·  1694 ·  1695 ·  1696 ·  1697 ·  1698 ·  1699 ·  1700 ·  1701 ·  1702 ·  1703 ·  1704 ·  1705 ·  1706 ·  1707 ·  1708 ·  1709 ·  1710 ·  1711 ·  1712 ·  1713 ·  1714 ·  1715 ·  1716 ·  1717 ·  1718 ·  1719 ·  1720 ·  1721 ·  1722 ·  1723 ·  1724 ·  1725 ·  1726 ·  1727 ·  1728 ·  1729 ·  1730 ·  1731 ·  1732 ·  1733 ·  1734 ·  1735 ·  1736 ·  1737 ·  1738